# Henri R. Heyl
 (novembre 2009).
Si vous disposez d'ouvrages ou d'articles de référence ou si vous connaissez des sites web de qualité traitant du thème abordé ici, merci de compléter l'article en donnant les références utiles à sa vérifiabilité et en les liant à la section « Notes et références ».
Pour les articles homonymes, voir Heyl.
Henry Renno Heyl est l'inventeur du choreutoscope (appelé aussi phasmatrope) en 1870 à Philadelphie, un appareil projetant des images photographiques en mouvement (un phénakistiscope), un des ancêtres du cinématographe.